# Sherie Rene Scott
Sherie Rene Scott är en amerikansk skådespelare, sångare och författare. Hon var med och bildade Grammy-belönade Sh-K-Boom Records samt Ghostlight Records, och har spelat många musikaler.
Hon spelade April O'Neil i TMNT: Coming Out of Their Shells.